# Brigitte Fontaine est… folle !
Albums de Brigitte Fontaine
Chansons décadentes et fantasmagoriques
(1966) Comme à la radio
(1970)
Brigitte Fontaine est… ? (souvent terminé en Brigitte Fontaine est… folle !) est un album de Brigitte Fontaine paru chez Saravah en 1968. 
Ce disque est le deuxième album de l'artiste mais bien que précédé d'enregistrements antérieurs, il est considéré par la chanteuse comme son premier vrai 33-tours. Les musiques sont composées par Jean-Claude Vannier (qui signe également les arrangements du disque), Olivier Bloch-Lainé et Jacques Higelin, qui chante en duo avec Brigitte Fontaine sur le titre Cet enfant que je t'avais fait, chanson du film Les Encerclés de Christian Gion (1967).

## Historique
Toutes les chansons sont écrites par Brigitte Fontaine, qui bouscule les clichés sexistes dans « L'Homme objet » ou « Blanche Neige ». Un humour noir grinçant est particulièrement présent dans les titres « Le Beau Cancer », « Dommage que tu sois mort » ou « Je suis inadaptée ». Ce texte, mais aussi « Éternelle » (inspiré par un vers de Racine) et « Blanche Neige », dessinent un portrait anticonformiste de l'artiste. Une artiste partagée entre hédonisme (« Une fois mais pas deux ») et angoisse existentielle (« Il se passe des choses » à mettre en parallèle avec « Il s'en passe », sur l'album Prohibition paru en 2009).
La pochette du disque est un collage entre une peinture de Maurice Tapiero inspirée des tableaux de Jérôme Bosch et une photographie de la chanteuse découpée en forme de point d'interrogation.

## Titres
| No  | Titre                          | Auteur                   | Durée      |
| --- | ------------------------------ | ------------------------ | ---------- |
| 1.  | Il pleut                       | Fontaine - Vannier       | 2 min 32 s |
| 2.  | Le Beau Cancer                 | Fontaine - Bloch-Lainé   | 1 min 59 s |
| 3.  | Il se passe des choses         | Fontaine - Bloch-Lainé   | 3 min 34 s |
| 4.  | Une fois mais pas deux         | Fontaine - Bloch-Lainé   | 2 min 45 s |
| 5.  | L'homme objet                  | Fontaine - Bloch-Lainé   | 1 min 30 s |
| 6.  | Éternelle                      | Fontaine - Alain Clavier | 2 min 23 s |
| 7.  | Blanche Neige                  | Fontaine - Bloch-Lainé   | 3 min 30 s |
| 8.  | Comme Rimbaud                  | Fontaine - Bloch-Lainé   | 1 min 53 s |
| 9.  | Dommage que tu sois mort       | Fontaine - Bloch-Lainé   | 2 min 25 s |
| 10. | Je suis inadaptée              | Fontaine - Vannier       | 2 min 41 s |
| 11. | Cet enfant que je t'avais fait | Fontaine - Higelin       | 4 min 25 s |

## Production
- Arrangements et direction musicale : Jean-Claude Vannier
- Prise de son : René Ameline
- Production : Pierre Barouh
- Crédits visuels : Maurice Tapiero